# Laagpakket van Vrijherenberg
Het Laagpakket van Vrijherenberg, soms ook de Afzettingen van Vrijherenberg, is een afzetting uit de Formatie van Breda in de Boven-Noordzee Groep. Het laagpakket werd marien afgezet in een zee in het late midden Mioceen.
Het laagpakket is vernoemd naar de locatie Vrijherenberg in Heerlen.

## Geschiedenis
Tijdens het late midden Mioceen bevond zich hier een ondiepe zee of kustgebied waarin een pakket zand werd afgezet.

## Gebied
Het Laagpakket van Vrijherenberg is afgezet in Zuid-Limburg en komt alleen voor ten noordoosten van de Heerlerheidebreuk. Zanden uit het laagpakket zijn ontsloten bij Heerlerheide, Oirsbeek en Abdissenbosch.
In de groeve De Groot bij Abdissenbosch zijn de zanden over een dikte van 20 tot 25 meter ontsloten. Plaatselijk komen in dit zand dunne laagjes voor die tot 10% kaoliniet bevatten. Niet zeldzaam in dit zand is ook muskoviet. Het onderste deel van deze afzettingen is ontsloten in enkele Zilverzand-groeven bij Heerlerheide.

## Afzettingen
Het Laagpakket van Vrijherenberg bestaat uit bruingeel tot groengrijs zand met een grootte matig fijn (150-210 µm). Het zand is licht glauconiethoudend en zwak tot matig siltig.